# Campionati italiani primaverili di nuoto 2024
I 70° Campionati italiani primaverili di nuoto (nome ufficiale, per ragioni di sponsorizzazione, Assoluti Primaverili UnipolSai) si sono svolti a Riccione dal 5 al 9 marzo 2024. È stata utilizzata la vasca da 50 metri, e sono stati validi per la qualificazione alle Olimpiadi di Parigi.
Le gare si sono disputate in due turni (batterie e finali) ad eccezione di 800 e 1500 stile libero e delle staffette, che si sono disputate in serie.

## Podi

### Uomini
| Evento               | Oro                                                                                            | Tempo                                   | Argento                                                                                           | Tempo                                   | Bronzo                                                                                           | Tempo                                   |
| Stile libero         |                                                                                                |                                         |                                                                                                   |                                         |                                                                                                  |                                         |
| 50 m                 | Leonardo Deplano                                                                               | 21"93                                   | Giovanni Izzo                                                                                     | 22"09                                   | Alessandro Miressi                                                                               | 22"15                                   |
| 100 m                | Alessandro Miressi                                                                             | 48"37                                   | Paolo Conte Bonin                                                                                 | 48"67                                   | Leonardo Deplano                                                                                 | 48"70                                   |
| 200 m                | Alessandro Ragaini                                                                             | 1'45"83                                 | Filippo Megli                                                                                     | 1'46"50                                 | Giovanni Caserta                                                                                 | 1'46"88                                 |
| 400 m                | Luca De Tullio                                                                                 | 3'47"09                                 | Marco De Tullio                                                                                   | 3'47"16                                 | Davide Marchello                                                                                 | 3'47"43                                 |
| 800 m                | Luca De Tullio                                                                                 | 7'49"01                                 | Ivan Giovannoni                                                                                   | 7'54"48                                 | Davide Marchello                                                                                 | 7'54"57                                 |
| 1500 m               | Luca De Tullio                                                                                 | 15'02"71                                | Marcello Guidi                                                                                    | 15'03"72                                | Ivan Giovannoni                                                                                  | 15'07"62                                |
| Dorso                |                                                                                                |                                         |                                                                                                   |                                         |                                                                                                  |                                         |
| 50 m                 | Michele Lamberti                                                                               | 24"47                                   | Simone Stefanì                                                                                    | 25"20                                   | Matteo Brunella                                                                                  | 25"25                                   |
| 100 m                | Michele Lamberti                                                                               | 53"56                                   | Christian Bacico                                                                                  | 53"97                                   | Matteo Brunella                                                                                  | 54"04                                   |
| 200 m                | Matteo Restivo                                                                                 | 1'56"83                                 | Matteo Venini                                                                                     | 1'58"22                                 | Lorenzo Mora                                                                                     | 1'58"71                                 |
| Rana                 |                                                                                                |                                         |                                                                                                   |                                         |                                                                                                  |                                         |
| 50 m                 | Simone Cerasuolo                                                                               | 26"53                                   | Ludovico Viberti                                                                                  | 27"03                                   | Alessandro Pinzuti                                                                               | 27"75                                   |
| 100 m                | Federico Poggio                                                                                | 59"46                                   | Ludovico Viberti                                                                                  | 59"75                                   | Simone Cerasuolo                                                                                 | 59"80                                   |
| 200 m                | Nicolò Martinenghi                                                                             | 2'10"09                                 | Christian Mantegazza                                                                              | 2'12"12                                 | Alessandro Fusco                                                                                 | 2'12"47                                 |
| Farfalla             |                                                                                                |                                         |                                                                                                   |                                         |                                                                                                  |                                         |
| 50 m                 | Lorenzo Gargani                                                                                | 23"41                                   | Luca Todesco                                                                                      | 23"78                                   | Piero Codia                                                                                      | 23"82                                   |
| 100 m                | Alberto Razzetti                                                                               | 52"06                                   | Edoardo Valsecchi                                                                                 | 52"29                                   | Lorenzo Gargani                                                                                  | 52"38                                   |
| 200 m                | Giacomo Carini                                                                                 | 1'56"19                                 | Andrea Camozzi                                                                                    | 1'57"21                                 | Claudio Faraci                                                                                   | 1'57"32                                 |
| Misti                |                                                                                                |                                         |                                                                                                   |                                         |                                                                                                  |                                         |
| 200 m                | Alessandro Tredici                                                                             | 1'59"94                                 | Christian Mantegazza                                                                              | 2'00"01                                 | Lorenzo Glessi                                                                                   | 2'00"90                                 |
| 400 m                | Pier Andrea Matteazzi                                                                          | 4'14"90                                 | Christian Mantegazza                                                                              | 4'18"52                                 | Samuele Martelli                                                                                 | 4'18"66                                 |
| Staffette            |                                                                                                |                                         |                                                                                                   |                                         |                                                                                                  |                                         |
| 4x100 m stile libero | Gruppo Sportivo Fiamme Oro Alessandro Miressi Manuel Frigo Giovanni Carraro Thomas Ceccon      | 3'14"17 48"51 48"31 49"01 48"34         | Centro Sportivo Carabinieri Filippo Megli Leonardo Deplano Alessandro Ragaini Luca Dotto          | 3'15"29 49"26 47"96 48"77 49"30         | Gruppo Sportivo Fiamme Gialle Alessandro Bori Luca Serio Davide Dalla Costa Alberto Razzetti     | 3'16"63 49"08 49"65 49"23 48"67         |
| 4x200 m stile libero | Centro Sportivo Esercito Giovanni Caserta Gabriele Detti Matteo Ciampi Davide Marchelli        | 7'11"11 1'47"39 1'48"52 1'47"15 1'48"05 | Centro Sportivo Carabinieri Filippo Megli Alessandro Ragaini Pasquale Sanzullo Matteo Lamberti    | 7'11"30 1'45"91 1'46"19 1'51"10 1'48"10 | Circolo Canottieri Aniene Marco De Tullio Claudio Faraci Luca Ceccarelli Filippo Bertoni         | 7'15"04 1'48"22 1'48"27 1'50"26 1'48"29 |
| 4x100 m misti        | Gruppo Sportivo Fiamme Oro Thomas Ceccon Simone Cerasuolo Alessandro Miressi Paolo Conte Bonin | 3'33"95 53"49 59"40 52"91 48"15         | Circolo Canottieri Aniene Daniele Del Signore Nicolò Martinenghi Claudio Faraci Lorenzo Ballarati | 3'35"02 55"31 58"22 52"94 48"55         | Gruppo Sportivo Fiamme Gialle Michele Lamberti Alessandro Fusco Alberto Razzetti Alessandro Bori | 3'35"30 53"59 1'01"45 51"54 48"72       |

### Donne
| Evento               | Oro                                                                                          | Tempo                                   | Argento                                                                                              | Tempo                                   | Bronzo                                                                                                | Tempo                                   |
| Stile libero         |                                                                                              |                                         | |                                         | |                                         |
| 50 m                 | Sara Curtis                                                                                  | 24"63                                   | Chiara Tarantino                                                                                     | 25"14                                   | Costanza Cocconcelli                                                                                  | 25"23                                   |
| 100 m                | Chiara Tarantino                                                                             | 54"05                                   | Sara Curtis                                                                                          | 54"31                                   | Sofia Morini                                                                                          | 54"92                                   |
| 200 m                | Sofia Morini                                                                                 | 1'58"64                                 | Simona Quadarella                                                                                    | 1'58"82                                 | Sara Gailli                                                                                           | 1'59"48                                 |
| 400 m                | Simona Quadarella                                                                            | 4'06"55                                 | Antonietta Cesarano                                                                                  | 4'11"09                                 | Linda Caponi                                                                                          | 4'11"64                                 |
| 800 m                | Noemi Cesarano                                                                               | 8'36"73                                 | Giulia Gabbrielleschi                                                                                | 8'39"71                                 | Emma Vittoria Giannelli                                                                               | 8'40"99                                 |
| 1500 m               | Simona Quadarella                                                                            | 15'58"48                                | Ginevra Taddeucci                                                                                    | 16'11"70                                | Giulia Gabbrielleschi                                                                                 | 16'29"83                                |
| Dorso                |                                                                                              |                                         | |                                         | |                                         |
| 50 m                 | Silvia Scalia                                                                                | 28"06                                   | Sara Curtis                                                                                          | 28"10                                   | Anita Gastaldi                                                                                        | 28"54                                   |
| 100 m                | Erika Gaetani                                                                                | 1'00"58                                 | Margherita Panziera                                                                                  | 1'00"60                                 | Federica Toma                                                                                         | 1'01"04                                 |
| 200 m                | Margherita Panziera                                                                          | 2'09"08                                 | Erika Gaetani                                                                                        | 2'09"70                                 | Francesca Fresia                                                                                      | 2'12"22                                 |
| Rana                 |                                                                                              |                                         | |                                         | |                                         |
| 50 m                 | Benedetta Pilato                                                                             | 29"87                                   | Arianna Castiglioni                                                                                  | 30"71                                   | Anita Bottazzo                                                                                        | 30"94                                   |
| 100 m                | Lisa Angiolini                                                                               | 1'06"00                                 | Martina Carraro                                                                                      | 1'06"82                                 | Arianna Castiglioni                                                                                   | 1'06"89                                 |
| 200 m                | Francesca Fangio                                                                             | 2'23"90                                 | Lisa Angiolini                                                                                       | 2'24"71                                 | Martina Carraro                                                                                       | 2'25"60                                 |
| Farfalla             |                                                                                              |                                         | |                                         | |                                         |
| 50 m                 | Sonia Laquintana                                                                             | 26"17                                   | Viola Scotto di Carlo                                                                                | 26"40                                   | Costanza Cocconcelli                                                                                  | 26"67                                   |
| 100 m                | Costanza Cocconcelli                                                                         | 57"77                                   | Ilaria Bianchi                                                                                       | 58"05                                   | Sonia Laquintana                                                                                      | 59"39                                   |
| 200 m                | Paola Borrelli                                                                               | 2'09"11                                 | Roberta Piano Del Balzo                                                                              | 2'09"97                                 | Antonella Crispino                                                                                    | 2'10"19                                 |
| Misti                |                                                                                              |                                         | |                                         | |                                         |
| 200 m                | Sara Franceschi                                                                              | 2'11"29                                 | Anita Gastaldi                                                                                       | 2'11"87                                 | Chiara Della Corte                                                                                    | 2'12"50                                 |
| 400 m                | Sara Franceschi                                                                              | 4'38"87                                 | Francesca Fresia                                                                                     | 4'38"93                                 | Claudia Di Passio                                                                                     | 4'42"69                                 |
| Staffette            |                                                                                              |                                         | |                                         | |                                         |
| 4x100 m stile libero | Centro Sportivo Carabinieri Paola Biagioli Federica Toma Rachele Ceracchi Giulia D'Innocenzo | 3'41"22 56"08 54"64 55"57 54"93         | Gruppo Sportivo Fiamme Gialle Costanza Cocconcelli Alice Mizzau Arianna Castiglioni Chiara Tarantino | 3'42"01 55"69 56"12 54"08               | Centro Sportivo Esercito Emma Virginia Menicucci Giulia Verona Maria Ginevra Masciopinto Sofia Morini | 3'42"89 55"61 55"74 57"60 53"94         |
| 4x200 m stile libero | Centro Sportivo Esercito Giulia Ramatelli Emma Virginia Menicucci Giulia Verona Sofia Morini | 8'02"51 2'00"33 2'01"39 2'01"58 1'59"21 | Centro Sportivo Carabinieri Giulia D'Innocenzo Anita Gastaldi Linda Caponi Anna Chiara Mascolo       | 8'03"17 2'00"86 2'00"31 2'01"49 2'00"51 | Circolo Canottieri Aniene Giordana Artic Simona Quadarella Francesca Romana Furfaro Claudia Di Passio | 8'05"44 2'01"34 1'58"90 2'02"09 2'03"11 |
| 4x100 m misti        | G.S. Fiamme Gialle Silvia Scalia Arianna Castiglioni Costanza Cocconcelli Chiara Tarantino   | 3'58"70 1'01"27 1'06"09 57"56 53"78     | Centro Sportivo Carabinieri Anita Gastaldi Lisa Angiolini Elena Di Liddo Paola Biagioli              | 4'02"36 1'01"55 1'06"37 59"06 55"38     | Gruppo Sportivo Fiamme Oro Margherita Panziera Benedetta Pilato Matilde Biagiotti Antonietta Cesarano | 4'06"56 1'00"81 1'05"88 1'03"74 56"13   |